# Mazraat el Chouf

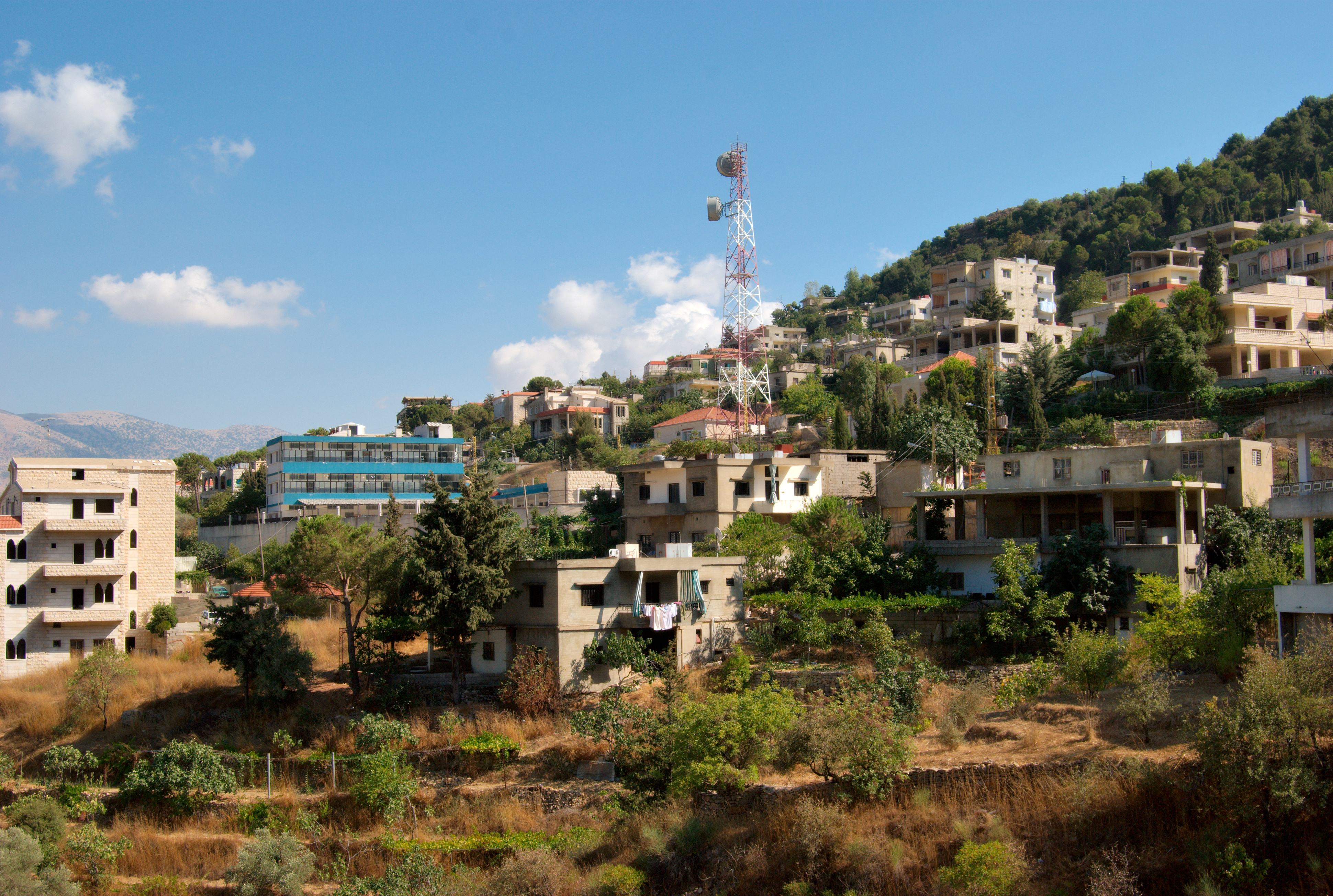

Mazraat el Chouf (arabe : مزرعة الشوف) est un village de la région du Chouf au Liban. Il est peuplé majoritairement de Druzes et de Maronites. La population est de 6923 habitants.

## Origine et signification du nom
Ce nom signifie littéralement « la ferme du Chouf ». Chouf provenant de l’arabe « chaf » qui signifie « vit » (du verbe voir) et de son dérivé « achrafa » (« supervisa »), on comprend que ce nom qualifiait autrefois des lieux dominants géographiquement et stratégiquement.

## Population
Mazraat el Chouf compte 2459 résidents, mais 6923 habitants y sont recensés, dont 3980 électeurs.

## Situation géographique
Mazraat el Chouf s’étend sur une superficie de 1100 hectares. Située à une cinquantaine de kilomètres de Beyrouth et perchée à 950 mètres d’altitude, elle est accessible par les routes de Damour-Beiteddine ou de Baaqline-Jdaïdet ech Chouf.

## Les principales familles de Mazraa
- Abou karoum, Azzam, Charbel, El Beaini, Zebian, Ajab, Abdel Sater, Harb, Abou Chacra, Abou Nahed, Karam